# Mandátní Palestina
Mandátní Palestina (anglicky Mandatory Palestine) nebo Mandátní území Palestina byla geopolitická entita, která existovala mezi lety 1920 a 1948 v oblasti Blízkého východu podle podmínek mandátu Společnosti národů pro Palestinu.  
Britské jednotky z tohoto území vyhnaly Osmany během první světové války, čemuž napomohlo arabské povstání, za které měli Arabové od Britů slíbenou nezávislost. Mezi lety 1917 a 1920 byla Palestina pod vojenskou správou britské armády. Následně moc převzala britská civilní správa. Udělení dočasného mandátu od Společnosti národů proběhlo až v roce 1922. Palestina byla dle typologie Společnosti národů mandátním územím typu A. Mandáty této kategorie se vztahovaly na území, u nichž se předpokládalo relativně rychlejší dosažení nezávislosti. Všechny, s výjimkou Palestiny, získaly nezávislost do roku 1946.
Během trvání mandátní správy na toto území dominantně obývané Araby směřovala řada migračních vln evropských Židů, organizovaných sionistickým hnutím. Území následně zažilo vzmach národních hnutí Arabů i Židů a následnou sérii vzájemných konfliktů. Ty vyvrcholily arabským povstáním v letech 1936 až 1939 a židovskou vzpourou v letech 1944 až 1948. Britové následně předali řešení konfliktu Organizaci spojených národů, která zřídila Zvláštní komisi OSN pro Palestinu. Ta v roce 1947 přišla s Plánem OSN na rozdělení Palestiny, který byl schválen Valným shromážděním OSN. Na území mandátní Palestiny v reakci na plán rozdělení vypukla občanská válka. V květnu 1948 se britská správa stáhla z území a Židé obratem vyhlásili nezávislý stát Izrael. Na to okolní arabské země reagovaly první arabsko-izraelskou válkou. Po válce bylo území rozděleno mezi Izrael, Jordánsko a Egypt.

## Název
Území bylo nejdříve nazváno Palestina, protože pod tímto názvem bylo známo jak v Evropě, tak v arabském světě. Podle mandátní listiny měly být na tomto území používány tři oficiální jazyky: angličtina, arabština a hebrejština. Britská mandátní správa v roce 1926 rozhodla v oficiálních dokumentech používat arabský a hebrejský ekvivalent anglického názvu, tedy Filastín (فلسطين‎) a Palestina (פּלשׂתינה‎). Židovské vedení navrhovalo, že správné hebrejské jméno by mělo být Erec Jisra'el (ארץ ישׂראל‎, Země Izrael). Nakonec byl přijat kompromis přidávat iniciály navrhovaného hebrejského názvu (alef-jód) v závorkách (א״י‎), kdykoli bylo v hebrejštině jméno mandátního území uvedeno v oficiálních dokumentech. Arabské vedení vnímalo tento kompromis jako porušení podmínek mandátu. Někteří arabští politici proto navrhovali jako arabské jméno „Jižní Sýrie“ (سوريا الجنوبية‎). Britské úřady tento návrh odmítly se zdůvodněním, že tradičně je v arabštině používán název Filastín.

## Historie

### Vznik (1916–1920)

Britský plán administrativních zón v bývalých arabských provinciích Osmanské říše (1918)

S podporou arabského povstání proti Osmanské říši během první světové války v roce 1916 vyhnali Britové osmanské síly z Levanty (východního pobřeží Středozemního moře). Spojené království přislíbilo Arabům podporu v boji za nezávislost v případě povstání, zároveň však s Francií tajně uzavřelo Sykesovu–Picotovu dohodu o rozdělení Osmanské Sýrie, což po vyzrazení dohody vnímali Arabové jako zradu. Dalším problémem pro zástupce arabského obyvatelstva i představitele okolních arabských států byla Balfourova deklarace z roku 1917, ve které Británie přislíbila svou podporu pro zřízení židovské „národní domoviny“ v Palestině.
V říjnu 1918 byla Osmanská říše poražena. Britský generál Edmund Allenby následně oznámil, že Osmanská Sýrie bude rozdělena do tří administrativních zón. Jižní zóna měla být zcela pod vlivem Britů a vymezovaly ji sandžaky Jeruzalém, Náblus a Accra. Palestinští Arabové v reakci na přítomnost britských vojsk zakládaly ve větších městech Muslimsko-křesťanské asociace. V roce 1919 pořádaly v Jeruzalémě první Palestinský arabský kongres. Šlo o politické těleso národně orientovaných palestinských arabských politiků. V této době bylo jejich cílem vystupovat proti plánu evropské mandátní správy, proti Balfourově deklaraci a proti další židovské imigraci do Palestiny. Palestinský arabský kongres ale nebyl oficiálně uznán britskou správou za zástupce palestinských Arabů. V téže době vznikla Sionistická komise, které předsedal Chajim Weizmann. Ta se vydala do Palestiny organizovat další vlny židovské imigrace. Obě skupiny, Arabové i Židé, současně intervenovaly ve svém zájmu na Pařížské mírové konferenci v roce 1919. Roku 1920 byl ustanoven parlamentní sbor židovské komunity v Palestině.

### Období nepokojů (1920–1935)

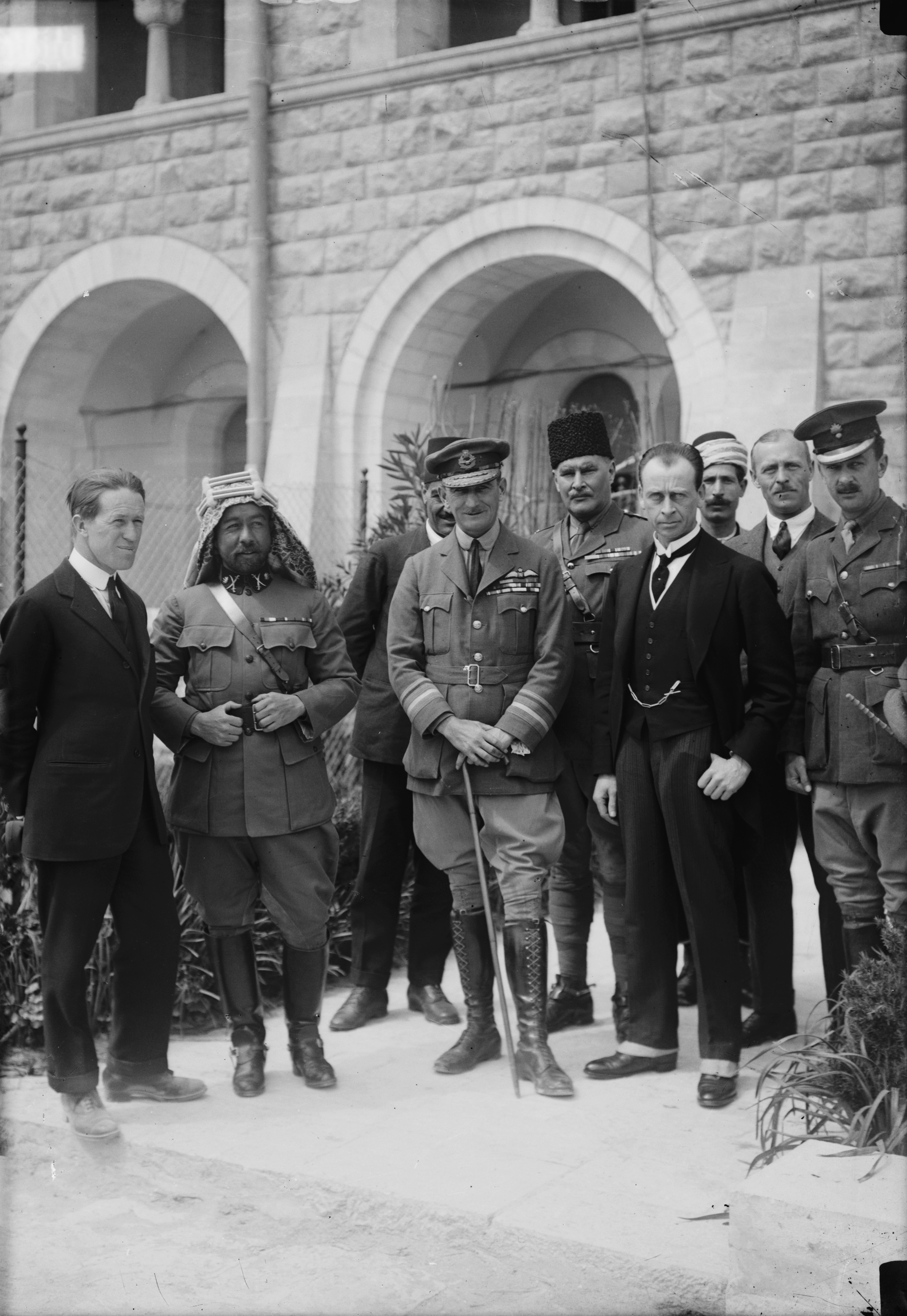
Příjezd Herberta Samuela. Zleva: T. E. Lawrence, emír Abdalláh, Geoffrey Salmond, Wyndham Deedes a další.

Již v roce 1920 se uskutečnily první větší arabské nepokoje vůči židovským komunitám. Nepokoje se v dalších letech opakovaly. Židovská komunita proto zřídila polovojenské milice Hagana.
V červenci 1920 britská civilní správa vystřídala vojenskou správu. Do čela byl ustanoven vysoký komisař Herbert Samuel, dlouholetý britský poslanec a krátce ministr vnitra. Sám byl sionistou. Sídlo jeho úřadu bylo na vrchu Skopus ve východním Jeruzalémě. Jedním z prvních kroků civilní britské správy bylo započetí udílení koncesí. Takto například v roce 1921 byla udělena koncese nad výrobou a distribucí elektrické energie v Palestině židovskému podnikateli Pinchasu Rutenbergovi. Arabové to vnímali jako důkaz, že britská správa bude protežovat Židy.
Herbert Samuel se pokoušel v Palestině ustanovit samosprávné politické orgány, jak mu ukládal mandát, nicméně arabští nacionalisté odmítali participovat v jakékoli instituci, ve které budou i Židé, jelikož by to považovali za legitimizaci jejich státoprávního nároku. Britové pro komunikaci s Araby zřídili nové orgány postavené na náboženském štěpení, spíše než etnickém. Takto ustanovili funkci Velkého muftího Jeruzaléma (1918) a Nejvyšší muslimskou radu (1922). Do obou úřadů britská správa dosadila zástupce významného palestinského politického rodu al-Husajní. Od roku 1922 až do roku 1937 obě funkce zastával Amín al-Husajní. Ten byl arabským nacionalistou a odpůrcem sionistického hnutí. V roce 1922 byl představen plán ustanovení zákonodárné rady, která měla mít 23 členů (12 volených, 10 jmenovaných a jedno místo měl vysoký komisař). Z 12 volených mělo připadnout 8 míst muslimským Arabům, dvě křesťanským Arabům a dvě Židům. Arabové proti tomuto rozdělení protestovali s argumentem, že když tvoří 88 % populace, tak by neměli mít jen 43 % křesel. Volby se konaly v roce 1923, ale kvůli bojkotu Arabů byly anulovány a vznikla jen jmenovaná rada.
Židovská komunita byla zastoupena Židovskou národní radou a od roku 1929 Židovskou agenturou, kterou jak britská mandátní správa, tak Společnost národů uznávaly za oficiální reprezentaci místní židovské komunity.

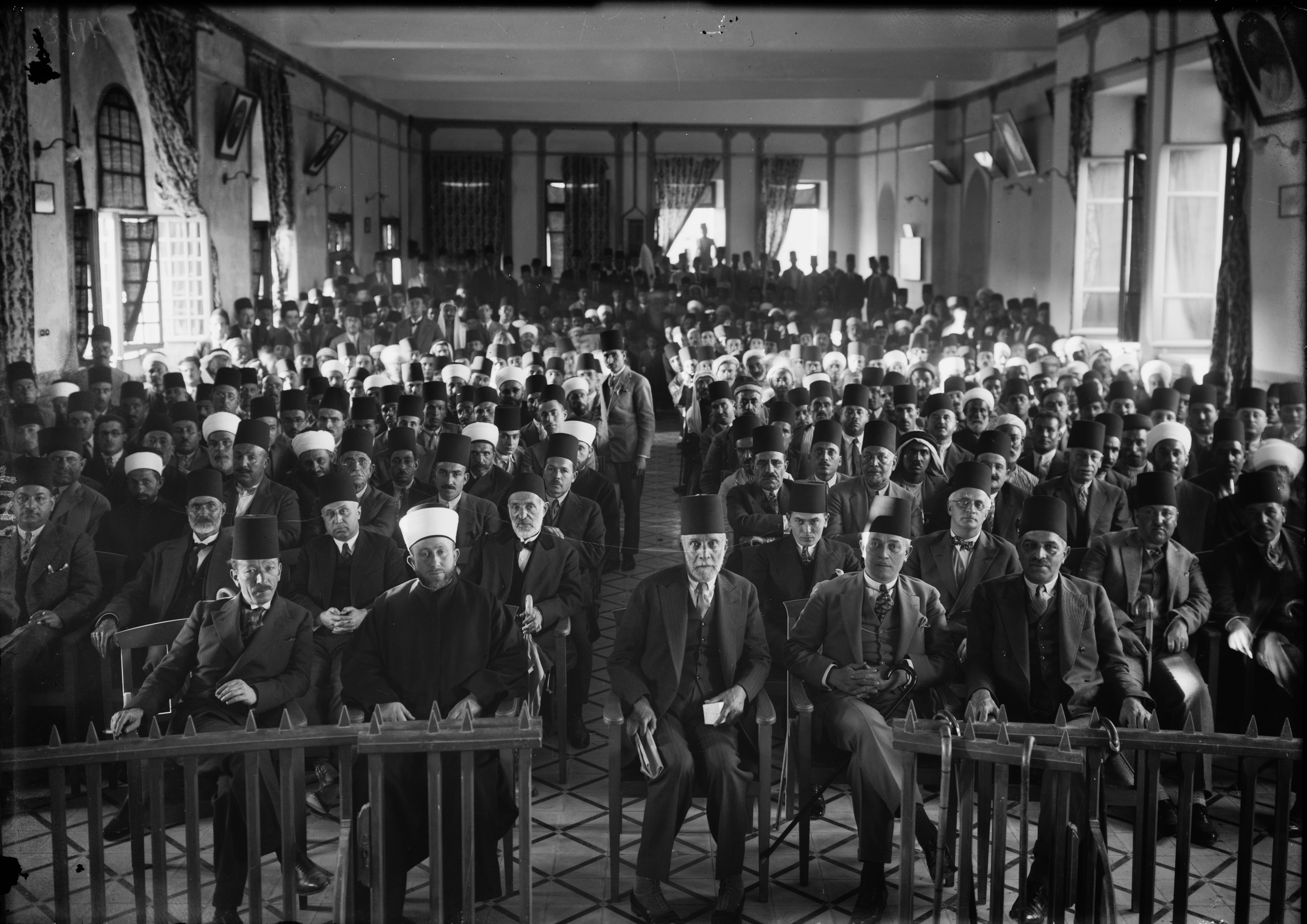
Palestinské protestní shromáždění. Vpředu: Amín al-Husajní, Musa al-Husajni a Rághib an-Našášíbí (1929)

Vzestup národnostních hnutí na obou stranách a vyhrocení sporů vyústil v roce 1929 v nepokoje, při kterých Arabové napadli Židy a následně britské jednotky Araby. V letech 1930 až 1935 na ně navázal ozbrojeným bojem Izz ad-Dín al-Kassám se svojí organizací Černá ruka.

### Arabské povstání (1936–1939)

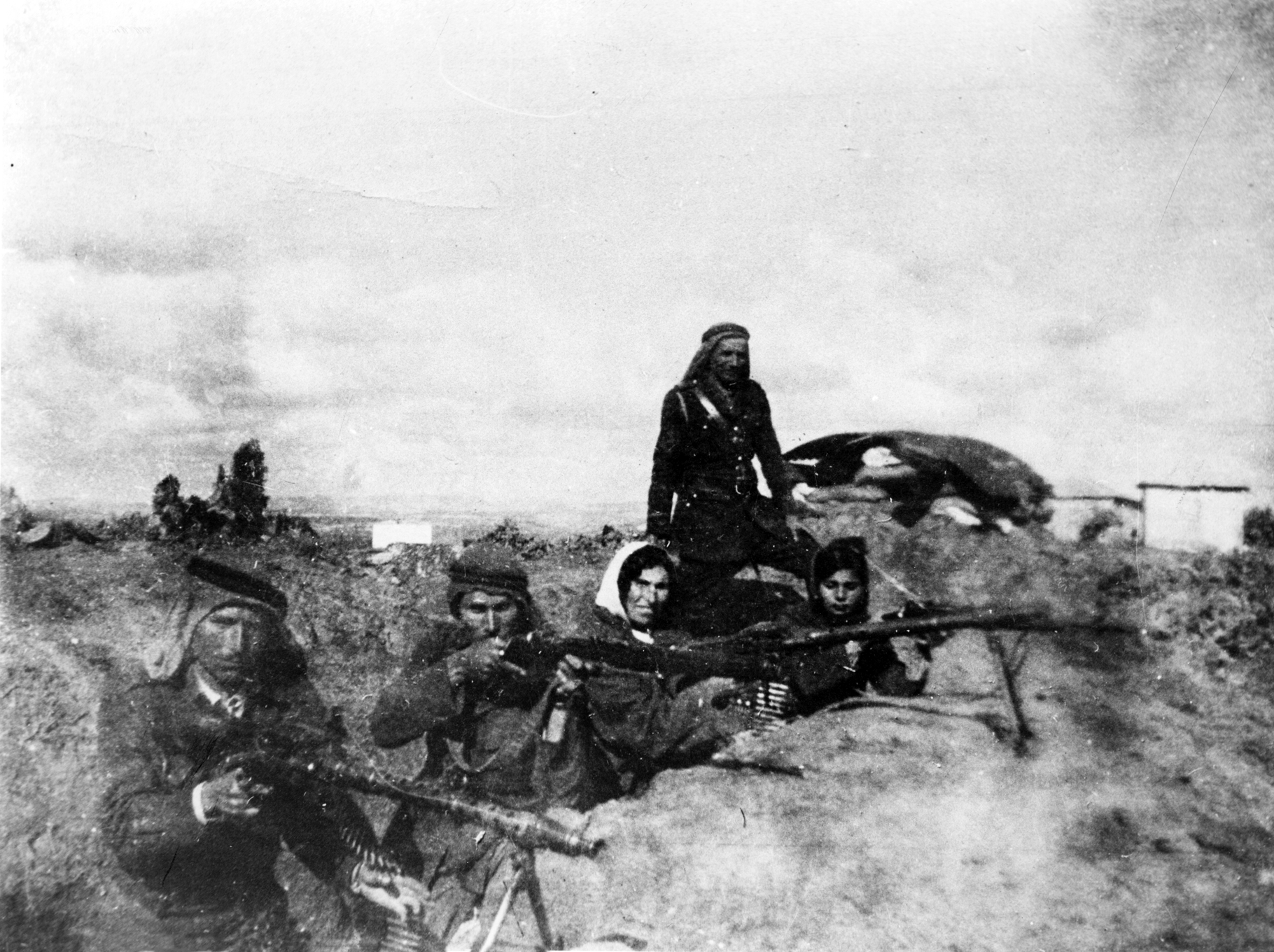
Arabští povstalci během tzv. arabského povstání

V listopadu 1935 byl Izz ad-Dín al-Kassám britskými jednotkami obklíčen a zastřelen. To vedlo k vlně bouří a vzedmutí protibritských nálad mezi palestinskými Araby. Ty v dubnu 1936 vedly k vyhlášení půlroční arabské generální stávky. Během ní docházelo k napadání židovských komunit. Následně vypuklo arabské povstání. Amín al-Husajní současně koncetroval svou moc ve Vysokém arabském výboru.
Ihned po vypuknutí nepokojů Britové zřídili vyšetřovací Peelovu komisi. Komise v roce 1937 poprvé v historii navrhla dvoustátní řešení, tedy rozdělení Palestiny mezi Židy a Araby. Arabové ovšem toto řešení odmítli a pokračovali v povstání. V průběhu povstání se k britským jednotkám přidaly i tisíce členů židovské osadnické policie. Do konce povstání v březnu 1939 bylo zabito více než 5 000 Arabů, 400 Židů a 200 Britů a nejméně 15 000 Arabů bylo zraněno. Celkem bylo zabito, zraněno, uvězněno nebo vyhoštěno 10 % dospělé arabské mužské populace.
Od roku 1936 do roku 1945, když Britové zaváděli bezpečnostní opatření pro spolupráci s Židovskou agenturou, zabavili 13 200 střelných zbraní Arabům a 521 zbraní Židům.

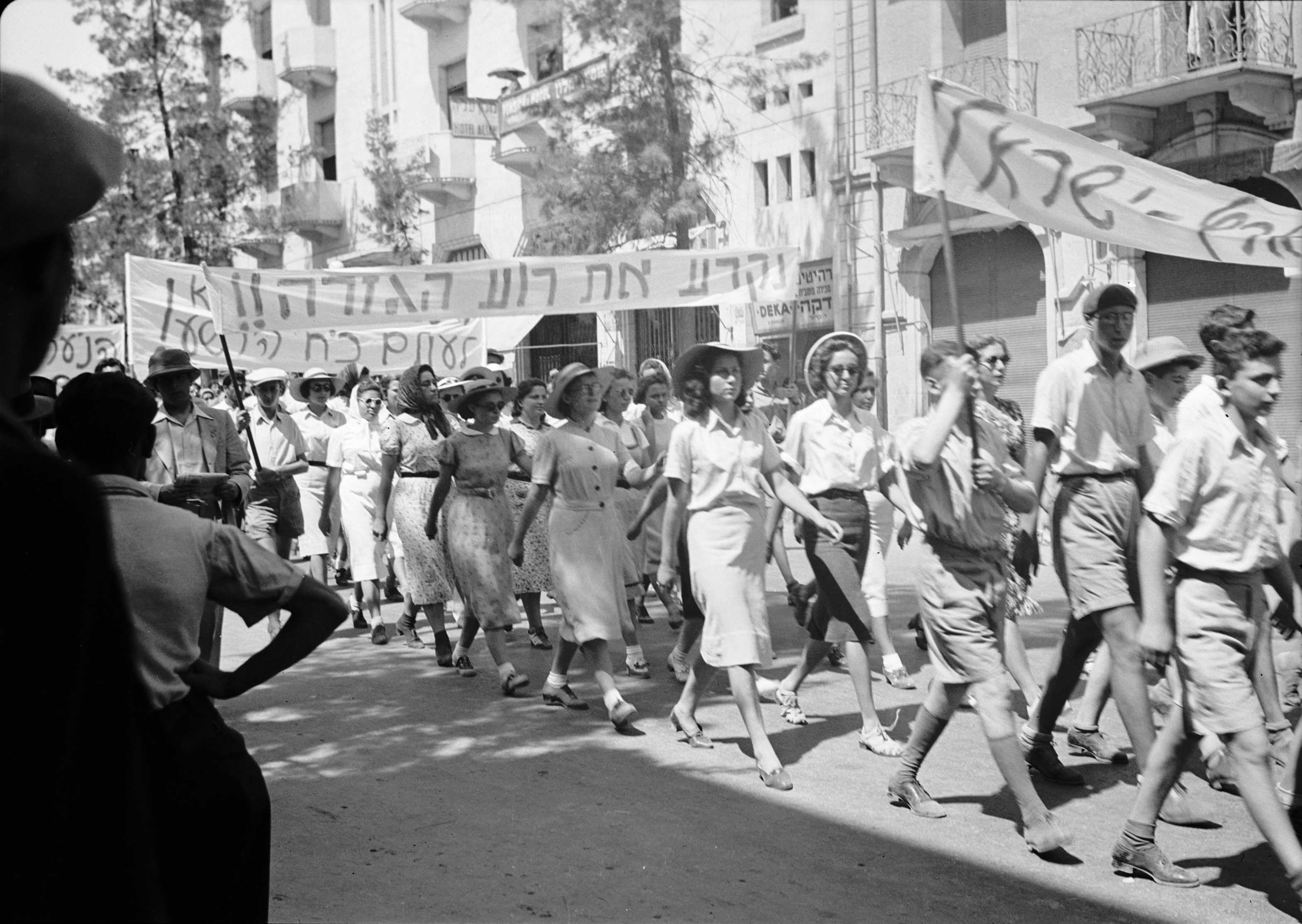
Židovský protest proti MacDonaldově bílé knize v Jeruzalémě (1939)

V reakci na povstání Britové uzákonili v roce 1939 tzv. MacDonaldovu bílou knihu, která například omezovala židovskou imigraci do Palestiny. Nicméně kvůli následné druhé světové válce tyto kvóty nebyly dodržovány. Vydání knihy znamenalo jen radikalizaci některých složek židovské komunity v Palestině, které po válce již s Brity odmítaly dále spolupracovat. 

### Období druhé světové války (1940–1945)

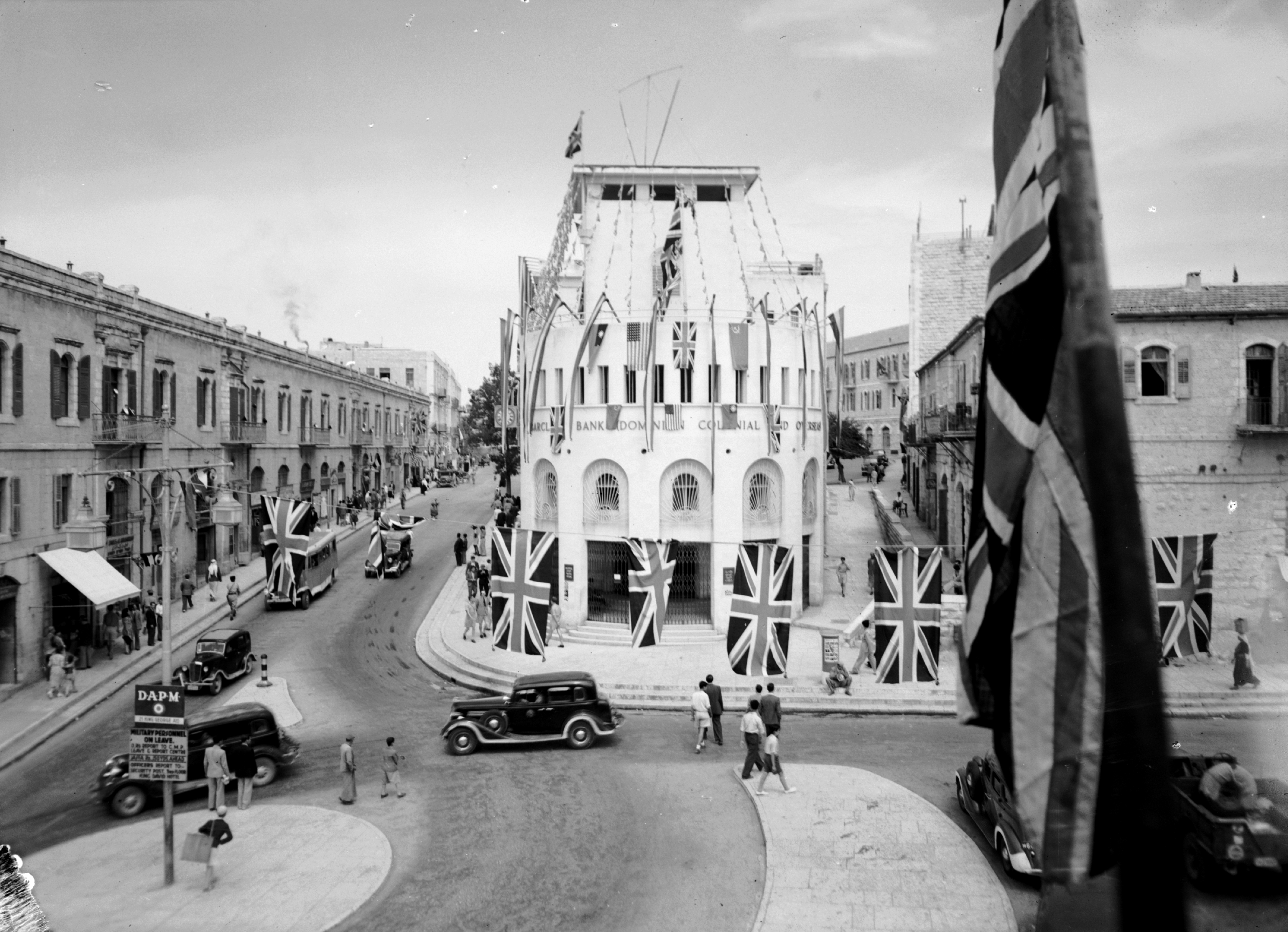
Jeruzalém v Den vítězství (8. května 1945)

V roce 1940 se Italské království přidalo na stranu nacistického Německa a vyhlásilo válku Britům. Následně začalo bombardovat Palestinu, přičemž se soustředilo na bombardování měst Haifa a Tel Aviv.
V roce 1942, s postupem německých vojsk Erwina Rommela severní Afrikou, rostly obavy židovské populace Palestiny. Toto období se vžilo pod názvem 200 dnů hrůzy. V této době došlo k britskému vycvičení elitních židovských jednotek Palmach (z členů Hagany).
Stejně jako ve většině arabského světa nepanovala mezi palestinskými Araby shoda ohledně jejich postoje vůči válčícím stranám ve druhé světové válce. Řada lídrů a veřejných osobností viděla vítězství Osy jako pravděpodobný výsledek a způsob, jak získat Palestinu zpět od sionistů a Britů. Přestože Arabové nebyli nacistickou rasovou teorií příliš uznáváni, nacisté podporovali arabské národní nároky s úmyslem podkopat britskou hegemonii. Na výročí Balfourovy deklarace v roce 1943 poslali Heinrich Himmler a ministr zahraničí Joachim von Ribbentrop telegramy vyjadřující podporu jeruzalémskému Velkému muftímu Amínu al-Husajnímu. Telegramy byly určeny pro rozhlasové vysílání a na shromáždění příznivců nacistů v Berlíně. Na druhou stranu se až 12 000 palestinských Arabů, za podpory mnoha prominentních osobností, jako byli starostové Náblusu a Gazy, a médií jako Radio Palestine a prominentních novin Falastín se sídlem v Jaffě, dobrovolně připojilo a bojovalo za Brity, přičemž mnozí sloužili v jednotkách, které zahrnovaly také Židy z Palestiny.
V roce 1944 začali Britové s mobilizací na území mandátní Palestiny. Pro Židy byla zřízena Židovská brigáda. Později byli veterání z této brigády klíčovými osobami při vytvoření Izraelských obranných sil. Židovské i arabské brigády byly součástí italského tažení.
V listopadu 1944 zahájili radikální Židé z polovojenských organizací Lechi a Irgun vzpouru proti Britům. Příslušníci Lechi například spáchali atentát v Káhiře na britského politika, Lorda Moynea. Předsedu vlády Winstona Churchilla, měl tento útok odvrátit od podpory sionismu. Britové v téže době znovu trvali na dodržování limitů židovské imigrace do Palestiny, a tento postoj drželi i po konci druhé světové války, kdy jiné země podpořily cestu přeživších Židů z koncentračních táborů do Palestiny. Hagana po atentátu na Lorda Moynea spustila tzv. loveckou sezónu na členy Lechi.

### Konec mandátní správy (1946–1948)

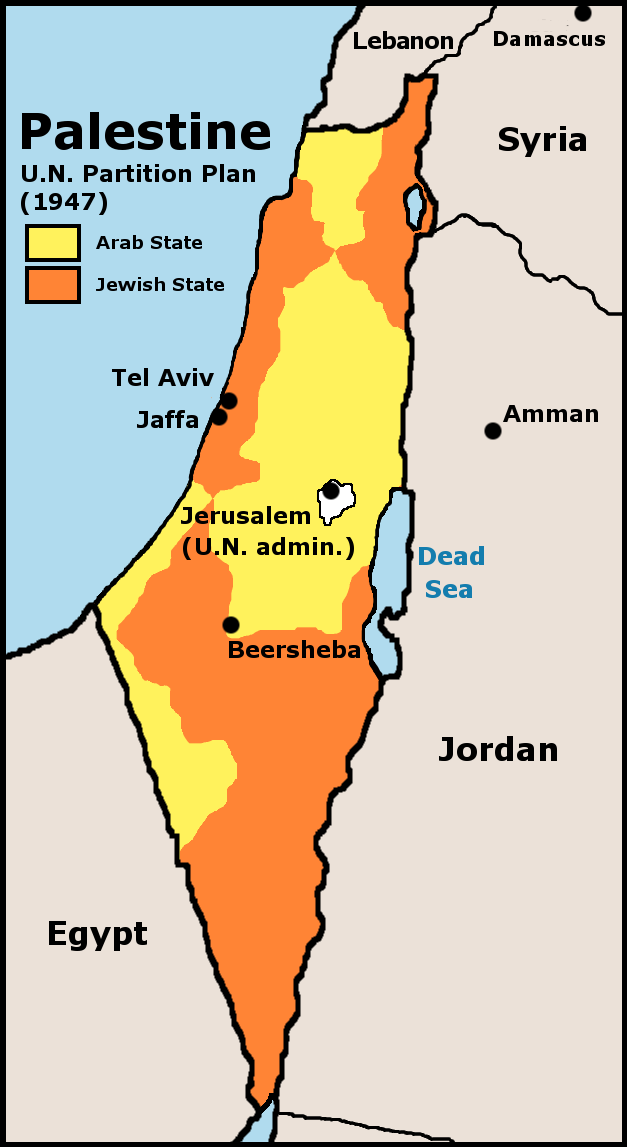
Návrh dvoustátního řešení (tj. rozdělení Palestiny) vytvořený Zvláštní komisí OSN pro Palestinu v roce 1947

Po válce se židovské paramilitantní organizace spojily do Židovského hnutí odporu a začali útočit na Brity. V červenci 1946 například Irgun spáchal bombový útok na hotel Krále Davida, kde byli přítomni představitelé britské správy. V roce 1948 byl zase příslušníky Lechi zavražděn diplomat OSN Folke Bernadotte, který měl vyjednat mír v občanské válce mezi Araby a Židy v Palestině.
V roce 1946 byl ustanoven Anglo-americký vyšetřovací výbor. Jeho úkolem bylo nalézt shodu nad politikou přijímání Židů do Palestiny. Jednalo se o okamžité přijetí 100 000 Židů, což se britské správě zdálo jako logisticky velmi náročné. Britové následně sdělili Organizaci spojených národů, že se vzdávají mandátu nad Palestinou. OSN následně zřídila Zvláštní komisi OSN pro Palestinu. Ta v roce 1947 přišla s Plánem OSN na rozdělení Palestiny, který byl schválen Valným shromážděním OSN. Plán Organizace spojených národů pro rozdělení Palestiny na dva státy, jeden arabský a jeden židovský, byl schválen 29. listopadu 1947. Následující den začala občanská válka, která přerostla v první arabsko-izraelskou válku po vyhlášení Izraele 14. května 1948. 
Válka skončila rozdělením území mandátní Palestiny mezi Izrael, Jordánsko, které anektovalo území na západním břehu řeky Jordán, a Egyptské království, které v Pásmu Gazy zřídilo Všepalestinský protektorát.

## Demografie

### Sčítání lidu

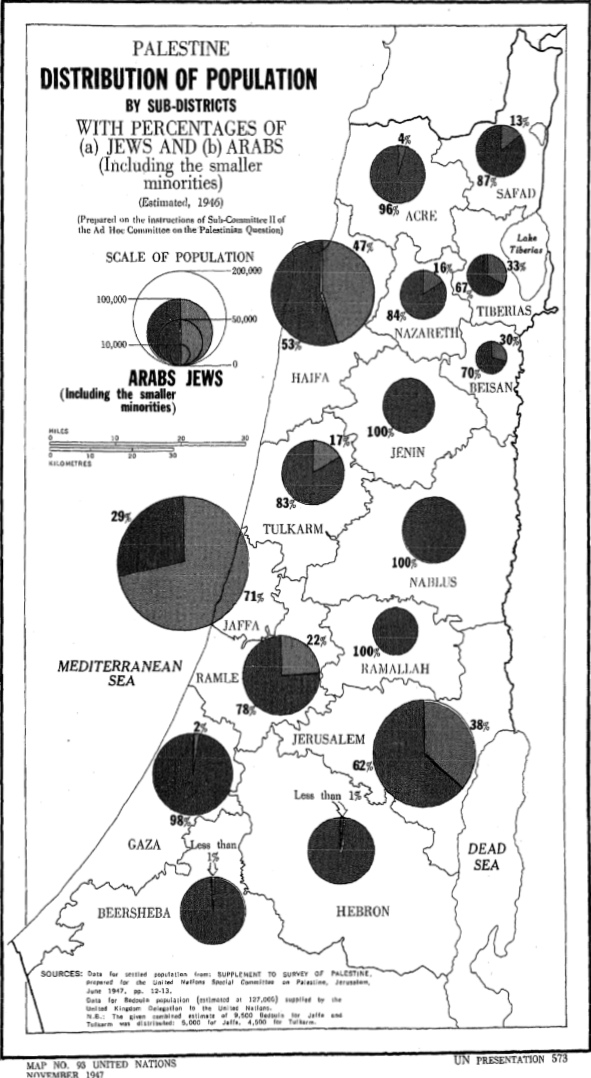
Podíly arabské a židovské populace v jednotlivých regionech mandátní Palestiny (1947)

Podle britských odhadů žilo v roce 1920 na území mandátní Palestiny zhruba 750 000 lidí. Britská správa pořádala dvě sčítání lidu, a to v letech 1922 a 1931. V poválečné době byla v roce 1945 vypracována demografická studie.
První sčítání lidu proběhlo v říjnu 1922. Celková populace byla lehce přes 750 000 osob. Brtiské sčítání dělilo obyvatele do segmentů podle náboženství. Dominovali muslimové (78 %) a dále v menšinách židé (11 %) a křesťané (10 %). Zbývající náboženské menšiny tvořily 1 % (drúzové, sikhové, bahaisté, samaritáni).
Druhé sčítání lidu se uskutečnilo v listopadu 1931. Ukázalo, že od sčítání lidu v roce 1922 se celková populace mandátní Palestiny zvýšila o 36 %. Židovská populace Palestiny se ale zvýšila o 108 %. Muslimové tvořili 73,5 % populace, židé 17 %, křesťané 8,5 % a zbylé menšiny 1 %.
Další sčítání se nekonalo, ale statistiky byly udržovány počítáním narození, úmrtí a migrace. V roce 1945 demografická studie ukázala, že populace vzrostla na 1,7 milionu obyvatel.
| Rok  | Celkem    | Muslimové        | Židé           | Křesťané       | Ostatní      |
| ---- | --------- | ---------------- | -------------- | -------------- | ------------ |
| 1922 | 752 048   | 589 177 (78 %)   | 83 790 (11 %)  | 71 464 (10 %)  | 7 617 (1 %)  |
| 1931 | 1 036 339 | 761 922 (73,5 %) | 175 138 (17 %) | 89 134 (8,5 %) | 10 145 (1 %) |
| 1945 | 1 764 520 | 1 061 270 (60 %) | 553 600 (31 %) | 135 550 (8 %)  | 14 100 (1 %) |

### Vzdělání
Pod britským mandátem se země ekonomicky a kulturně rozvíjela. V roce 1919 založila židovská komunita centralizovaný hebrejský školský systém a v následujícím roce založila Shromáždění zvolených, Židovskou národní radu a odborovou federaci Histadrut. Univerzita Technion byla založena v roce 1924 a Hebrejská univerzita v Jeruzalémě v roce 1925.
Od dvacátých let 20. století proběhlo několik pokusů palestinských Arabů založit arabskou vysokoškolskou instituci, ale neuskutečnily se. Izraelský historik Ilan Pappé to připsal „sionistickému tlaku, britskému antiarabskému rasismu a nedostatku zdrojů“. Dodal, že „koloniální mentalita britských úřadů, které považovaly Palestince za další kolonizované lidi, kteří museli být utlačováni, zatímco sionistické osadníky považovaly za kolegy kolonialisty, se obávaly, že taková univerzita posílí palestinské národní hnutí“.
Míra gramotnosti v roce 1932 byla 86 % u Židů ve srovnání s 22 % u palestinských Arabů, ale poté se míra arabské gramotnosti neustále zvyšovala. Pro srovnání, míra gramotnosti palestinských Arabů byla vyšší než v Egyptě a Turecku, ale nižší než v Libanonu.

### Ekonomická aktivita obyvatel

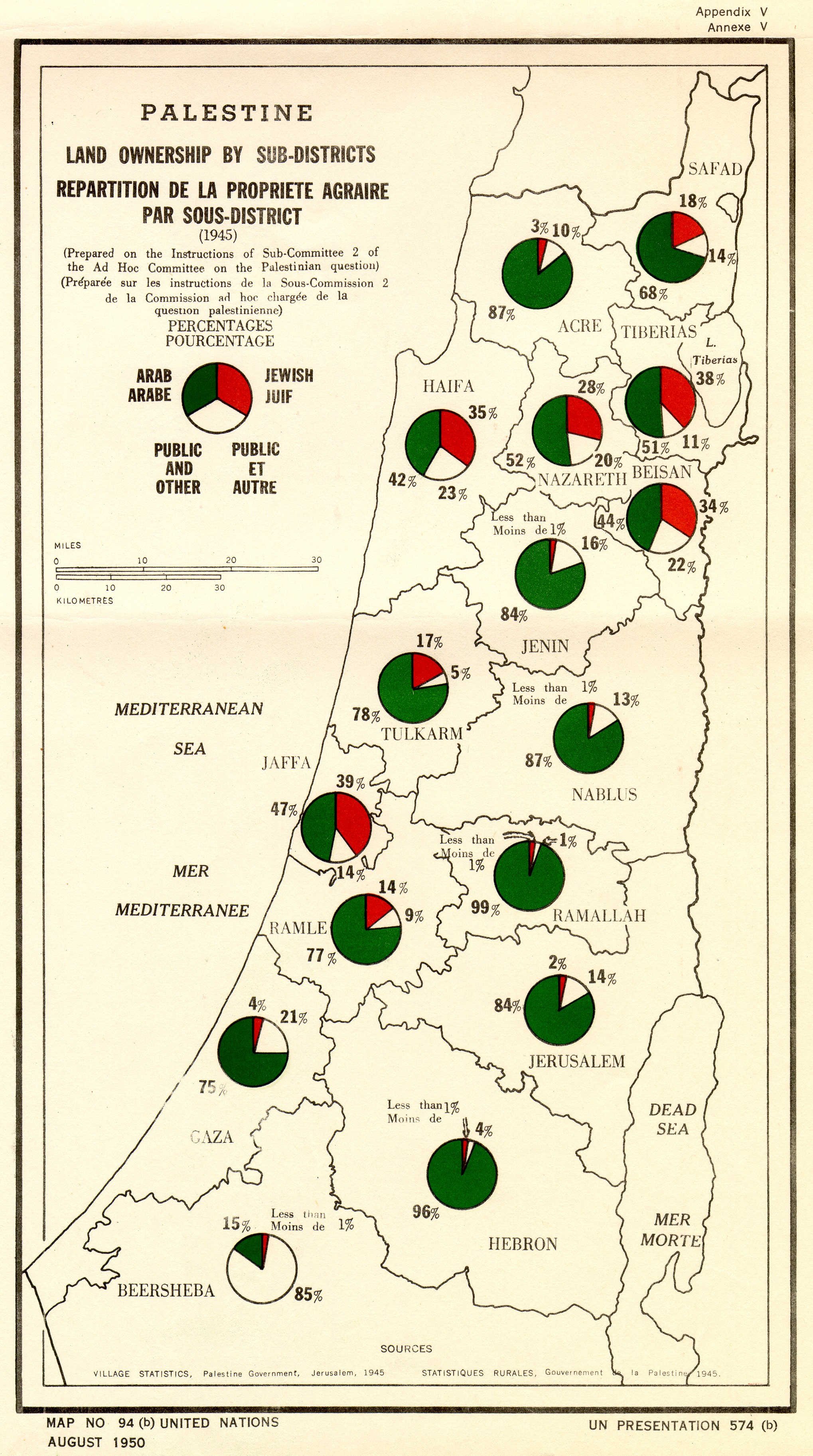
Podíly vlastníků půdy dle etnického dělení v jednotlivých regionech mandátní Palestiny (1945)

Mezi lety 1922 a 1947 bylo roční tempo růstu židovského sektoru ekonomiky 13,2 %, především díky imigraci a zahraničnímu kapitálu, zatímco v arabském sektoru 6,5 %. Na obyvatele tato čísla činila 4,8 % a 3,6 %. V roce 1936 vydělávali Židé 2,6krát více než Arabové.
Na stupnici indexu lidského rozvoje OSN stanoveného pro období kolem roku 1939 se z 36 zemí umístili palestinští Židé na 15. místě, palestinští Arabové na 30. místě, Egypt na 33. místě a Turecko na 35. místě. Židé v Palestině byli převážně měšťané (konkrétně 76,2 % v roce 1942), zatímco Arabové byli převážně venkované (konkrétně 68,3 % v roce 1942).
Po přechodu pod britskou nadvládu byla velká část zemědělské půdy v Palestině (asi jedna třetina celého území) stále ve vlastnictví stejných vlastníků půdy jako za osmanské nadvlády, tj. většinou v rukou mocných arabských klanů a místních muslimských šejků. Další značná část pozemků byla v držení cizích křesťanských organizací (zejména řecké pravoslavné církve – Pravoslavný patriarchát jeruzalémský), stejně jako v držení židovských soukromých a sionistických organizací a v menší míře malých menšin bahaistů, samaritánů a čerkesů.
V roce 1931 mělo území Britského mandátu Palestina rozlohu 26 625 600 dunamů (26 625,6 km2), z nichž 8 252 900 dunamů (8 252,9 km2), tj. 33 %, bylo orné půdy. Oficiální statistiky ukazují, že v roce 1945 Židé soukromě a kolektivně vlastnili 1 393 531 dunamů (1 393,53 km2), neboli 5,23 % z celkové rozlohy Palestiny. Největší podíly vlastněné půdy měly v roce 1945 Židé v regionech Jaffa (39 %), Tiberias (38 %), Haifa (35 %) a Bejt Še'an (34 %). V polovině regionů ale vlastnili jen zanedbatelné množství půdy.